# كي إغاراشي
كي إغاراشي (باليابانية: 五十嵐圭) (و. 1980  م) هو لاعب كرة السلة، من اليابان، ولد في نييغاتا، نييغاتا، يلعب كلاعب هجوم خلفي.

## روابط خارجية
- كي إغاراشي على موقع الاتحاد الدولي لكرة السلة (الإنجليزية)
- كي إغاراشي على موقع دوري كرة السلة الياباني للمحترفين (اليابانية)
- كي إغاراشي على موقع كرة السلة الأوروبية.كوم (الإنجليزية)
- كي إغاراشي على موقع ريلجم (الإنجليزية)
- كي إغاراشي على موقع بروبوليرز (الإنجليزية)